# James V. Allred Unit
James V. Allred Unit är ett delstatligt fängelse för manliga intagna och är belägen i Iowa Park, en stad i storstadsområdet för Wichita Falls, Texas i USA. Fängelset förvarar intagna som är klassificerade för samtliga säkerhetsnivåer utom isolering. Allred Unit har en kapacitet på att förvara 3 708 intagna.
Fängelset invigdes i juni 1995. Den är namngiven efter juristen och politikern James Allred (D), som var guvernör för Texas 1935–1939.
Personer som är alternativt varit intagna på Allred Unit är bland andra South Park Mexican.